# Jaromierzyce
Jaromierzyce (deutsch Bocksberg) ist eine Wüstung in der Woiwodschaft Westpommern in Polen. Sie liegt im Gebiet der Gmina Ustronie Morskie (Landgemeinde Henkenhagen) im Powiat Kołobrzeski (Kolberger Kreis). 
Die Wüstung liegt in Hinterpommern, etwa 115 Kilometer nordöstlich von Stettin und über 10 Kilometer östlich von Kołobrzeg (Kolberg). Die Ostseeküste mit dem Ostseebad Ustronie Morskie (Henkenhagen) liegt etwa drei Kilometer nördlich. 
Um 1850 wurde östlich des einige Jahre zuvor gegründeten Dorfes Neu Quetzin eine Gruppe von Abbauten angelegt. Diese wurde als Wohnplatz mit dem Ortsnamen Bocksberg geführt. Im Jahre 1885 lebten hier 13 Einwohner, im Jahre 1905 22 Einwohner. Bocksberg gehörte zunächst zur Landgemeinde Neu Quetzin, ab 1928 dann zu der aus Neu Quetzin und Alt Quetzin neugebildeten Landgemeinde Quetzin. Vor 1945 lag Bocksberg als Teil der Landgemeinde Quetzin im Kreis Kolberg-Körlin der preußischen Provinz Pommern.
Nach 1945 kam Bocksberg, wie ganz Hinterpommern, an Polen. Der Ort erhielt den polnischen Ortsnamen Jaromierzyce. Heute liegt der Ort wüst.